# Harald Stelljes
Harald Stelljes (* 4. Mai 1953) ist ein ehemaliger Politiker der SPD im Bundesland Bremen.

## Leben
Harald Stelljes gehört der SPD seit 1975 an. Seit dem Jahr 1999 ist Stelljes Mitglied der Bremerhavener Stadtverordnetenversammlung. Er war in den 1990er-Jahren mehrfach kurzzeitiger kommissarischer Landesvorsitzender der Bremer SPD. Er trat nach Bekanntgabe des Verbleibes von Thilo Sarrazin in der SPD im Jahr 2011 aus der SPD aus und wechselte zu den Grünen.